# Mathurin Moreau
Mathurin Moreau, (Dijon, França 18 de novembro de 1822 — Paris, França 14 de fevereiro de 1912). Foi um escultor francês. era filho do também respeitado escultor Jean-Baptiste-Louis-Joseph Moreau (1797 — 1855) e de Marianne Richer. Ingressou na École des Beaux-Arts de Paris em 1841, revelando seu talento no Salon de Paris, em 1848, com a escultura "L'Élégie", atualmente exibida no Museu de Belas Artes de Dijon.
Ao longo de sua carreira, Moreau conquistou diversos prêmios internacionais, consolidando-se como um artista de prestígio. Entre 1849 e 1879, contribuiu com modelos de esculturas para a fundição Val d'Osne, tornando-se posteriormente um de seus administradores.
Em 1855, uma fonte da Val d'Osne, adornada com suas esculturas, foi laureada com uma medalha de ouro na Exposição Universal de Paris. Esse feito resultou na encomenda de pelo menos três chafarizes semelhantes na Bahia, como o notável Terreiro de Jesus.
Diferentemente das esculturas em mármore, as criações de Moreau em ferro fundido permitiam reprodução mediante uma matriz, gerando diversas obras semelhantes, como o chafariz do Terreiro de Jesus. Essas esculturas similares também encontram-se em locais como a fonte da Piedade e a Praça Colombo do Rio Vermelho. Outros chafarizes baseados no mesmo modelo podem ser apreciados em diversas cidades, como Québec, Lisboa, Genebra e Buenos Aires.
Em 1878, recebeu uma medalha de primeira classe na Exposição Universal de Paris, seguida pela nomeação como prefeito do 19º arrondissement de Paris em 1879. Sua contribuição para a Exposição Universal de Paris de 1889 foi reconhecida com uma medalha de ouro, a mesma distinção da icônica Torre Eiffel. Mais tarde, atuou como membro do júri na Exposição Universal de 1900.

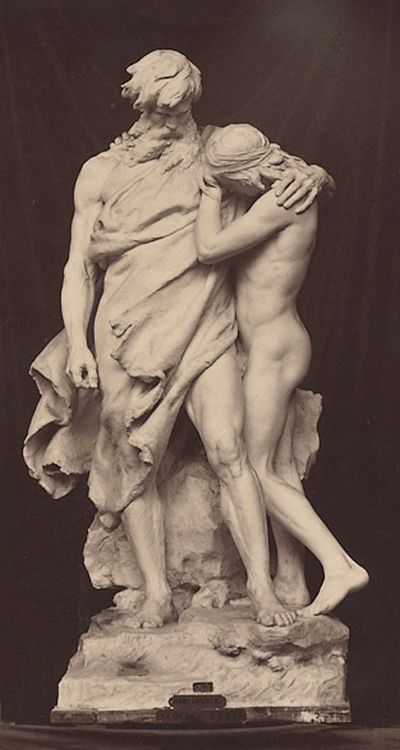
Les Exilés, grupo de gesso de Mathurin Moreau, Paris, salão de 1884, compra estatal. Álbum 1884, fotografia de Charles-Louis Michelez.

No cenário artístico carioca, Mathurin Moreau deixou um legado expressivo. Com mais de 40 esculturas listadas em seu nome suas obras incluem o monumental chafariz da Praça Mahatma Gandhi e as quatro estátuas representando as estações no Passeio Público. Além disso, é creditado pela estátua sedestre da Justiça no Centro Cultural da Justiça Federal, evidenciando sua habilidade em representar simbolicamente a balança, a espada, os livros e o ramo de carvalho, atributos da justiça.
Mathurin Moreau, que ingressou na École des Beaux-Arts em 1841 sob a tutela de Jules Ramey e Auguste Dumont, recebeu a segunda Prix de Rome em 1842 com a obra "Diodemus Removendo o Palladium". Sua presença no Salon de Artistas Franceses em 1848, com a escultura "Elegy", marcou o início de uma carreira brilhante.
Ao longo dos anos, Moreau foi agraciado com várias distinções, como a medalha de segunda classe na Exposição Universal de 1855 e a medalha de primeira classe em 1878. Em 1897, sua última participação no Salon foi coroada com uma medalha de honra.
A partir de 1849, Moreau colaborou com a fundição Val d'Osne, não apenas fornecendo modelos, mas também assumindo um papel administrativo. Em 1880, embora não tenha vencido o concurso para o monumento alegórico de La Defense em Paris, recebeu um prêmio.
Foi condecorado como Cavaleiro da Legião de Honra em 1865, posteriormente promovido a Diretor da mesma ordem em 1885. Sua colaboração com as fundições de Val d'Osne resultou em uma ampla gama de modelos de objetos de decoração e séries de estátuas, presentes em diversas cidades na França, América Latina e outros lugares, como Ottawa, Genebra, Liverpool e Valparaíso.
Dentre suas notáveis obras estão a Fontaine de Tourny, Fontaine Esterel Plage, Fontaine Godillot em Hyères, Fonte Praça do Teatro Francês em Paris e a Fonte mercado Square em Pointe à Pitre. Essas criações, caracterizadas pela maestria e simbolismo, contribuíram para a consagração de Mathurin Moreau como um dos escultores mais influentes de sua época.